# 赫爾曼·加門迪亞
赫爾曼·亞歷杭德羅·加門迪亞·阿拉尼斯（西班牙語：Germán Alejandro Garmendia Aranis，西班牙語發音：[xeɾˈman aleˈxandɾo ɣaɾˈmendja aˈɾanis]，1990年4月25日—），較廣為人知的是其頻道名「HolaSoyGerman.」和「JuegaGerman」，是一名智利YouTuber、喜劇演員、音樂家、歌手和作家。截至2017年12月，其主頻道已有超過3300萬訂閱者和33億觀看次數，是YouTube第十多，也是最多訂閱數的西班牙語頻道，在拉丁美洲國家人的頻道中則僅次Kondzilla名列第二，如果不計Vevo頻道，則為第四大。同時加門迪亞的次頻道訂閱數亦過2300萬，是第17大頻道，令他成為首位擁有兩個鑽石播放鍵的YouTuber。

## 早年生活
加門迪亞在1990年4月25日出生於智利科皮亞波。他有一個名叫迪亞哥（Diego）的哥哥，但他們自小分離，直至居於洛斯比洛斯時才重聚。在加門迪亞三歲那年，其父親在一次接近聖誕節的車禍中身亡。他從小就對音樂非常感興趣，當加門迪亞13歲時，他與他的哥哥組成了一個名叫「Zudex」的樂隊。

## YouTube生涯
加門迪亞的YouTube生涯開始於2011年，他當時受朋友鼓勵，上傳他的第一部影片——《Obvious Things In Life》。2013年，他被指控使用欺詐軟件騙取訂閱數，後來他製作一部影片作回應，聲稱從未使用過所謂的欺詐軟件。截止2017年12月，「HolaSoyGerman.」已有超過3200萬訂閱數，是僅次於「PewDiePie」的第二大自有頻道，同時亦是最大的西班牙語頻道。
2014年，加門迪亞獲得2014年MTV千禧年獎的「Icon of the Year」獎。同年他亦首次出現於YouTube Rewind中，之後則連續三年出現在該影片系列。

## 墨西哥的意外
2014年4月，加門迪亞原本計劃參加由墨西哥電信於墨西哥城憲法廣場舉辦的活動。但活動進行的時候有過多非計劃內的參與者，同時也有許多人在排隊等候加門迪亞時中暑暈倒，不得不撤離人群。最終狀況變得不可收拾，參加者越過障礙物闖入帳棚區域，造成多人受傷。在局勢遭到控制後，人群開始分散。但加門迪亞的活動則被逼取消。他後來對事件受傷的粉絲致以慰問。

## 書籍
- 《#ChupaElPerro》（2013）

## 影視作品
| 年份 | 作品                       | 角色             | 附註           |
| ---- | -------------------------- | ---------------- | -------------- |
| 2016 | 《冰原歷險記：笑星撞地球》 | 朱利安（Julian） | 西班牙語版配音 |

## 外部連結
- 官方网站
- YouTube上的HolaSoyGerman.頻道
- YouTube上的JuegaGerman頻道
- YouTube上的HolaSoyGerman2頻道
- 赫爾曼·加門迪亞在互联网电影资料库（IMDb）上的資料（英文）
- Havana Times, A Popular Chilean Circulates in Cuba from PC to PC （页面存档备份，存于）